# چه جه گونگ
چه جه گونگ (کره‌ای: 채제공؛ ۱۲ مه ۱۷۲۰ – ۲۲ فوریه ۱۷۹۹) محقق، نویسنده و سیاستمدار دورهٔ چوسان در کره بود. او امتحان مدنی منطقه‌ای (کره‌ای: 향시) را در سن ۱۵ سالگی و امتحان مونگوا را در ۲۳ سالگی در سال ۱۷۴۳ گذراند و در طول زندگی خود دارای مناصب عالی دولتی بود از جمله منصب یونگ‌یی‌جونگ (به معنای رئیس شورای ایالتی) را بر عهده داشت.

## در فرهنگ عامه
- بازی شده توسط پارک وونگ در مجموعه تلویزیونی سال ۲۰۰۷ سی‌جی‌وی، هشت روز تلاش برای ترور پادشاه جونگ‌جو
- بازی شده توسط هان این سو در مجموعه تلویزیونی سال ۲۰۰۷ ام‌بی‌سی، ایسان
- بازی شده توسط کیم ایک ته در مجموعه تلویزیونی سال ۲۰۱۰ کی‌بی‌اس۲، رسوایی سونگ‌کیون‌کوان